# Lisbeth Zachrisson
Lisbeth Zachrisson, född 9 april 1948 i Bromma, är en svensk dansare, koreograf och skådespelare.

## Biografi
Zachrisson medverkade i musikalen Oh! Calcutta! 1971. Hon ingick även i ensemblen vid AB Svenska Ords uppsättning av Glaset i örat samt spelade rollen som Picassos förälskelse Olga Khokhlova i Picassos äventyr.
Den 30 oktober 2012 var hon med som en av coacherna i premiären av SVT:s livsstilsprogram Kan du slå en pensionär?.

## Filmografi
- 1970 – Lyckliga skitar
- 1975 – Trollflöjten
- 1976 – En dåres försvarstal
- 1978 – Picassos äventyr
- 1981 – Genombrottet
- 1985 – August Strindberg ett liv (TV-serie)
- 1985 – Mask of Murder
- 1999 – Invigningen

## Teater

### Roller (ej komplett)
| År   | Roll          | Produktion                                        | Regi            | Teater                 |
| ---- | ------------- | ------------------------------------------------- | --------------- | ---------------------- |
| 1971 | Medverkande   | Oh! Calcutta! Kenneth Tynan                       | Hans Bergström  | Folkan                 |
| 1974 | En säterjänta | Peer Gynt, del I Henrik Ibsen                     | Fred Hjelm      | Stockholms stadsteater |
| 1979 | Sheila        | A Chorus Line Marvin Hamlish och Edward Kleban    | Michael Bennett | Oscarsteatern          |
| 1988 | Nelly         | Tolvskillingsoperan Bertolt Brecht och Kurt Weill | Peter Langdal   | Dramaten               |